# Loma Bonita, Siltepec
Loma Bonita är en ort i Mexiko.   Den ligger i kommunen Siltepec och delstaten Chiapas, i den sydöstra delen av landet, 800 km sydost om huvudstaden Mexico City. Loma Bonita ligger 1 447 meter över havet och antalet invånare är 185.
Terrängen runt Loma Bonita är huvudsakligen kuperad, men åt sydväst är den bergig. Terrängen runt Loma Bonita sluttar norrut. Runt Loma Bonita är det ganska glesbefolkat, med 50 invånare per kvadratkilometer. Närmaste större samhälle är Toquián Grande, 11,0 km sydost om Loma Bonita. I omgivningarna runt Loma Bonita växer huvudsakligen savannskog.